# Plerneuf
 Plerneuf  (en bretón Plerneg) es una población y comuna francesa, situada en la región de Bretaña, departamento de Côtes-d'Armor, en el distrito de Saint-Brieuc y cantón de Châtelaudren.

## Demografía
| 446 | 425 | 545 | 755 | 844 | 886 |
| Para los censos de 1962 a 1999 la población legal corresponde a la población sin duplicidades (Fuente: INSEE [Consultar]) |     |     |     |     |     |